# 슬로 모션
슬로 모션(slow motion)은 영상의 효과로, 실제보다 느린 속도로 재생하는 것을 말한다. 영화는 초당 24 프레임, 텔레비전은 30 프레임이지만, 보통의 속도로 촬영한 것을 천천히 재생하면 움직임이 직선화되고 결점이 있다. 따라서 나중에 슬로 모션으로 재생할 것이라면, 고속 촬영을 하고 초당 평소보다 많은 매수를 촬영하는 것이 일반적이다.

## 내용
슬로 모션은 영화 제작에서 시간이 느려지는 것처럼 보이는 효과이다. 이는 20세기 초 오스트리아의 성직자 아우구스트 머저(August Musger)에 의해 발명되었다. 이는 고속 카메라를 사용하여 해당 카메라로 제작된 영상을 30fps와 같은 일반 속도로 재생하거나 소프트웨어를 사용하여 후반 작업에서 수행할 수 있다.
일반적으로 이 스타일은 각 필름 프레임이 재생되는 속도보다 훨씬 빠른 속도로 캡처될 때 달성된다. 정상 속도로 재생하면 시간이 더 천천히 흐르는 것처럼 보인다. 슬로 모션 영화 제작에 대한 용어는 오버크랭킹(overcranking)이다. 이는 초기 카메라를 평소보다 빠른 속도(즉, 초당 24프레임보다 빠른 속도)로 수동으로 크랭킹하는 것을 의미한다. 슬로 모션은 일반적으로 녹화된 영상을 느린 속도로 재생하여 구현할 수도 있다. 이 기술은 영화보다 즉시 재생되는 비디오에 더 자주 적용된다. 세 번째 기술은 컴퓨터 소프트웨어 후처리를 사용하여 촬영된 프레임 사이에 디지털 방식으로 보간된 프레임을 제작한다. 예를 들어 오버크랭크된 프레임 간 보간 등의 기술을 결합하면 모션을 더욱 느리게 할 수 있다. 슈퍼 슬로 모션을 구현하는 전통적인 방법은 고속 사진 촬영을 통한 것이다. 이는 일반적으로 과학적 응용을 위해 특수 장비를 사용하여 빠른 현상을 기록하는 보다 정교한 기술이다.
슬로 모션은 현대 영화 제작에 널리 사용된다. 다양한 효과를 얻기 위해 다양한 감독이 사용한다. 슬로 모션의 일부 고전적인 주제는 다음과 같다.
- 기술과 스타일을 보여주기 위한 모든 종류의 운동 활동.
- 일반적으로 리플레이로 표시되는 운동 경기의 중요한 순간을 다시 포착한다.
- 물방울이 유리잔에 부딪히는 등의 자연현상.

슬로 모션은 예술적 효과, 로맨틱하거나 긴장감 넘치는 분위기를 연출하거나 순간을 강조하는 데에도 사용할 수 있다. 예를 들어, 프세볼로트 푸돕킨은 1933년 영화 더 데저터(The Deserter)에서 자살 장면에 슬로 모션을 사용했는데, 이 장면에서 한 남자가 강으로 뛰어내리는데, 천천히 튀는 파도에 빨려 들어가는 것처럼 보인다. 또 다른 예는 오우삼이 날아다니는 비둘기 떼의 움직임에 동일한 기술을 사용한 페이스 오프 (영화)이다. 매트릭스 (영화)는 여러 대의 카메라를 사용하여 액션 장면에 효과를 적용하고 다른 장면에서는 슬로 모션과 라이브 액션을 혼합하는 데 뚜렷한 성공을 거두었다. 일본 감독 구로사와 아키라는 1954년 영화 7인의 사무라이(Seven Samurai)에서 이 기술을 사용한 선구자였다. 미국 감독 샘 페킨파(Sam Peckinpah)는 슬로 모션을 즐겨 사용하는 또 다른 고전적인 인물이었다. 이 기술은 특히 폭발 효과 장면 및 수중 장면과 관련이 있다.
슬로 모션의 반대말은 패스트 모션이다. 촬영감독은 빠른 모션을 언더크랭킹(undercranking)이라고 부른다. 왜냐하면 원래는 수동으로 카메라를 일반 속도보다 느리게 작동시켜서 구현되었기 때문이다. 만화나 가끔씩 문체 효과를 내기 위해 자주 사용된다. 극도로 빠른 모션은 타임랩스 사진으로 알려져 있다. 예를 들어 성장하는 식물의 프레임은 몇 시간마다 촬영된다. 프레임이 정상 속도로 재생되면 시청자의 눈앞에서 식물이 자라는 것처럼 보인다.
슬로 모션의 개념은 영화가 발명되기 이전에도 존재했을 수 있다. 일본의 연극 형식인 노 (연극)(Noh)는 매우 느린 동작을 사용한다.

## 동작 원리
현대 영화 촬영법에서 슬로 모션을 구현하는 방법에는 두 가지(오버크랭킹, 타임 스트레칭)가 있다. 둘 다 카메라와 프로젝터를 포함한다. 프로젝터는 영화관의 고전적인 영화 프로젝터를 말하지만 TV 화면과 일정한 프레임 속도로 연속 이미지를 표시하는 기타 장치에도 동일한 기본 규칙이 적용된다.

### 오버크랭킹

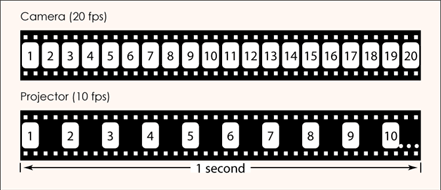

위 그림을 읽기 쉽게 만들기 위해 투사 속도는 초당 10프레임(fps)이 선택되었다. 24fps 필름 표준에서는 느린 오버크랭크가 거의 발생하지 않지만 그럼에도 불구하고 전문 장비에서는 사용할 수 있다.

### 타임 스트레칭

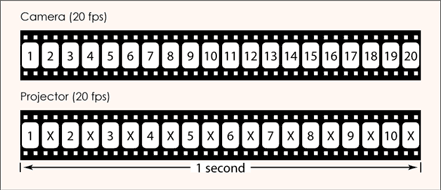
X로 표시된 프레임은 별도로 만들어야 한다.

두 번째 유형의 슬로 모션은 후반 작업 중에 구현된다. 이를 타임 스트레칭(time-streching) 또는 디지털 슬로 모션(digital slow motion)이라고 한다. 이러한 유형의 슬로 모션은 실제로 촬영된 프레임 사이에 새로운 프레임을 삽입하여 구현된다. 실제 동작이 더 오랜 시간에 걸쳐 발생하므로 이 효과는 오버크랭킹과 유사하다.
필요한 프레임을 촬영한 적이 없기 때문에 새 프레임을 제작해야 한다. 새 프레임이 단순히 이전 프레임의 반복인 경우도 있지만 프레임 간 보간을 통해 생성되는 경우가 더 많다. (종종 이 모션 보간은 사실상 스틸 프레임 사이의 짧은 디졸브이다.) 프레임 간의 동작을 추적하고 해당 장면 내에서 중간 프레임을 생성할 수 있는 복잡한 알고리즘이 많이 존재한다. 이는 절반 속도와 유사하며 진정한 슬로 모션이 아니라 단순히 각 프레임을 더 길게 표시하는 것이다.

## 같이 보기
- 저속 촬영
- 고속 카메라
- 불릿 타임